# Медаль Денієла Гуггенгайма
Медаль Денієла Гуггенгайма — американська інженерна нагорода, заснована Деніелом і Гаррі Гуггенхаймами. Медаль вважається однією з найбільших нагород, які можуть бути вручені за багаторічну роботу в галузі аеронавтики. Серед нагороджених — американські та міжнародні представники авіаційних корпорацій, урядів та наукових кіл.
З 1929 року щорічно присуджується особам, які досягли значних успіхів у розвитку повітроплавання. Її присуджують спільно Американське товариство інженерів-механіків, Товариство автомобільних інженерів, Товариство вертикального польоту та Американський інститут аеронавтики і астронавтики. Американський інститут аеронавтики і астронавтики здійснює адміністрування премії.

## Одержувачі
Нижче наведено список переможців із зазначенням їхньої нагороди та року.
| Рік  | Ім'я                      | Подяка за нагороду | Посилання |
| ---- | ------------------------- | --- | --------- |
| 1929 | Брати Райт                | За проектування та будівництво разом з братом, нині покійним, першого успішного реактивного літака. | [ 2 ]     |
| 1930 | Людвіґ Прандтль           | За новаторську і творчу роботу в галузі теорії динаміки. | [ 3 ]     |
| 1931 | Фредерік Ланчестер        | За внесок у фундаментальну теорію аеродинаміки. |           |
| 1932 | Хуан де Ла Сьєрва         | За розвиток теорії та практики автожиру. |           |
| 1933 | Джером Кларк Хансейкер    | За внесок у науку аеродинаміки, науку і мистецтво проектування літальних апаратів, а також у практичне будівництво та використання жорстких дирижаблів. |           |
| 1934 | Вільям Боїнг              | За успішні новаторські розробки та досягнення в галузі авіабудування і повітряного транспорту. |           |
| 1935 | Вільям Ф. Дюран           | За видатні досягнення як піонера в галузі лабораторних досліджень і теорії повітроплавання; визначний внесок у теорію і розробку авіаційних гвинтів. |           |
| 1936 | Джордж В. Льюїс           | За піонерську і творчу роботу в галузі теорії динаміки. |           |
| 1937 | Гуго Еккенер              | За значний внесок у розвиток трансокеанських повітряних перевезень та міжнародне співробітництво в галузі авіації. |           |
| 1938 | Альфред Х. Федден         | За внесок у розвиток авіаційного двигунобудування та за конкретну конструкцію втулково-клапанного авіаційного двигуна. |           |
| 1939 | Дональд Віллс Дуґлас      | За видатні заслуги в розробці та створенні транспортних літаків. |           |
| 1940 | Гленн Л. Мартін           | За внесок у розвиток авіації та виробництво багатьох типів літаків високих експлуатаційних характеристик. |           |
| 1941 | Хуан Т. Тріппе            | За розвиток та успішну експлуатацію океанського повітряного транспорту. |           |
| 1942 | Джеймс Дуліттл            | За визначні досягнення у розвитку мистецтва і науки повітроплавання. |           |
| 1943 | Едмунд Т. «Едді» Аллен    | За значний внесок у розвиток авіації, що призвів до важливих досягнень у конструюванні літаків, льотних дослідженнях та експлуатації повітряних суден; зокрема, за представлення нових методів експлуатаційного контролю та розробку наукових і систематичних методів льотних випробувань літаків для отримання основних конструктивних і експлуатаційних даних.                                                                     |           |
| 1944 | Лоуренс Д. Белл           | За досягнення в проектуванні і будівництві військової авіаційної техніки та за видатний внесок у розвиток методів її виробництва. |           |
| 1945 | Теодор П. Райт            | За видатний внесок у розвиток цивільної та військової авіації, а також за значні досягнення у забезпеченні успіху програми виробництва літаків воєнного часу. |           |
| 1946 | Френк Віттл               | За піонерську розробку турбореактивних силових установок літальних апаратів. |           |
| 1947 | Лестер Дюранд Гарднер     | За видатні заслуги у розвитку повітроплавання, зокрема за створення та організацію Інституту аеронавігаційних наук. |           |
| 1948 | Лерой Р. Грумман          | За видатні заслуги в успішному розвитку авіаційної техніки як для військово-морського, так і для мирного часу. |           |
| 1949 | Едвард Пірсон Ворнер      | За новаторство в наукових дослідженнях та безперервний внесок у мистецтво і науку повітроплавання. |           |
| 1950 | Х'ю Л. Драйден            | За видатне керівництво авіаційними дослідженнями та фундаментальний внесок в авіаційну науку. |           |
| 1951 | Сікорський Ігор Іванович  | За видатний внесок у розвиток повітроплавання, у тому числі у створення багатомоторних літаків, літаючих човнів, амфібій та гелікоптерів. |           |
| 1952 | Джеффрі де Гевіленд       | За сорок років піонерства у військовому та комерційному літакобудуванні та розвитку далекомагістрального реактивного транспорту. |           |
| 1953 | Чарльз Ліндберг           | За піонерські досягнення в галузі льотної справи та аеронавігації. |           |
| 1954 | Кларенс Д. Хоу            | За започаткування та організацію комерційних повітряних маршрутів і послуг, сприяння авіаційним дослідженням, розробці та виробництву літальних апаратів і двигунів, розвиток мистецтва повітроплавання. |           |
| 1955 | Теодор фон Карман         | За багаторічне лідерство у розвитку аеродинамічної теорії та її застосування до практичних проблем польоту, в освіті в галузі авіаційних наук, у стимулюванні міжнародного співробітництва в галузі авіаційних досліджень. |           |
| 1956 | Фредерік Б. Рентшлер      | За широкий спектр значних досягнень протягом усього життя, присвяченого авіації, з особливим відзначенням його численних видатних внесків у життєво важливу галузь авіадвигунобудування. |           |
| 1957 | Артур Е. Реймонд          | За створення великої лінійки успішних цивільних і військових літаків та значний особистий внесок у розвиток авіації на державній службі. |           |
| 1958 | Вільям Літтлвуд           | За керівництво та безперервну особисту участь протягом чверті століття у розвитку техніки і технології експлуатації повітряного транспорту. |           |
| 1959 | Джордж Едвардс            | За життя, присвячене проектуванню військових і комерційних літаків, що увінчалося успішним введенням у світову комерційну експлуатацію першого турбогвинтового літака з турбінним двигуном. |           |
| 1960 | Гровер Лоенінг            | За життя, присвячене проектуванню військових і комерційних літаків, що увінчалося успішним введенням у світову комерційну експлуатацію першого турбогвинтового літака з турбінним двигуном. |           |
| 1961 | Джером Ф. Ледерер         | За багаторічну відданість справі забезпечення безпеки польотів та постійні і невтомні зусилля, спрямовані на зменшення небезпек, пов'язаних з авіацією. |           |
| 1962 | Джеймс Х. Кіндельбергер   | За технічне і промислове лідерство у створенні чудової авіаційної та космічної техніки, починаючи з перших винищувачів і закінчуючи космічним літаком Х-15. |           |
| 1963 | Джеймс Сміт Мак-Доннелл   | За видатний особистий внесок у створення і розвиток військової авіації та піонерські роботи в галузі космічної техніки. |           |
| 1964 | Роберт Ґоддард            | За новаторство в розвитку ракетобудування і космонавтики, включаючи перший політ рідинної ракети, та внесок у створення аеродинамічних реактивних двигунів, що застосовуються в аеродинаміці. |           |
| 1965 | Сідней Камм               | За більш ніж п'ятдесят років безперервної самовідданої праці в галузі проектування військових літаків компанія стала першовідкривачем багатьох нових концепцій і створила чимало успішних літаків, що представляють кращі традиції британської конструкторської майстерності. |           |
| 1966 | Чарлз Старк Дрейпер       | За внесок в авіаційну освіту та значні розробки в нових галузях авіаційного приладобудування, зокрема за піонерські розробки інерціально-навігаційної техніки, що уможливила польотну навігацію незалежно від земних орієнтирів; за понад двадцятип'ятирічне лідерство в галузі технології управління і наведення літальних апаратів та підготовку великої кількості інженерів у цій життєво важливій галузі авіації і космонавтики. |           |
| 1967 | Джордж С. Шайрер          | За багаторічний внесок у досягнення видатного прогресу в галузі дозвукових/легких польотів і в перспективу надзвукових польотів, а також у розвиток обладнання та методів дослідження космосу. |           |
| 1968 | Х. М. Горнер              | За багаторічну самовіддану працю та значний особистий внесок у розвиток сучасної авіації шляхом розробки і виробництва видатної серії авіаційних силових установок та ракетних двигунів космічних апаратів. |           |
| 1969 | Х. Джуліан Аллен          | За видатну мужність, лідерство та новаторську далекоглядність, які зробили значний внесок у розвиток цивільної та військової авіації, включаючи еволюцію реактивного транспорту; а також за його широкі консультації та підтримку уряду та промисловості протягом його видатної кар'єри. |           |
| 1970 | Джейкоб Акерет            | За оригінальний та видатний внесок в аеродинаміку, авіаційну та інженерну освіту. |           |
| 1971 | Арчібальд Рассел          | За особисту відданість та значний внесок у розвиток авіабудування та авіаконструювання, і особливо за видатне керівництво бристольським колективом у розробці англо-французького надзвукового транспортного літака «Конкорд». |           |
| 1972 | Вільям Дж. Менцер         | За багаторічні досягнення в галузі авіаційної інженерії, технічного обслуговування та економічних дисциплін, які зробили значний внесок у створення сучасних систем цивільних повітряних перевезень. |           |
| 1973 | Вільям М. Аллен           | За видатну мужність, лідерство та новаторську далекоглядність, які зробили значний внесок у розвиток цивільної та військової авіації, включаючи еволюцію реактивного транспорту; а також за його широкі консультації та підтримку уряду та промисловості протягом його видатної кар'єри. | [ 4 ]     |
| 1974 | Флойд Л. Томпсон          | За далекоглядний розвиток людини і техніки та рішуче керівництво науковими дослідженнями, які забезпечили технологічні основи пілотованих польотів за межі швидкості звуку, безпечне повернення космічних кораблів та успішне освоєння космічного простору. | [ 5 ]     |
| 1975 | Дуейн Л. Воллес           | За значний інженерний, управлінський та лідерський внесок у розвиток авіації загального призначення від новаторства сорок років тому до ключової складової світової транспортної системи сьогодні. | [ 6 ]     |
| 1976 | Марсель Дассо             | За видатні досягнення у розробці, виробництві та реалізації багатьох типів авіаційної техніки високих експлуатаційних характеристик та визначне лідерство у світовій авіації. | [ 7 ]     |
| 1977 | Сайрус Р. Сміт            | За видатний особистий внесок у створення і розвиток військової авіації та піонерські роботи в галузі космічної техніки. | [ 8 ]     |
| 1978 | Едвард Г. Хайнеманн       | За видатні досягнення в інноваційному проектуванні військових літаків, які відзначаються довговічністю служби, універсальністю виконуваних завдань, простотою конструкції, високими льотно-технічними характеристиками та витонченістю ліній. | [ 9 ]     |
| 1979 | Герхард Нойман            | За розробку високоефективних авіаційних двигунів комерційного та військового призначення, включаючи створення одного з перших успішних турбовентиляторних двигунів, який зробив значний внесок в ефективність та успіх авіаційної галузі. | [ 10 ]    |
| 1980 | Едвард Кертіс Уеллс       | За видатний внесок у розробку концепцій управління розвитком складних авіаційно-космічних систем, а також за значні особисті досягнення у проектуванні та виробництві довгої лінійки найвідоміших у світі літаків комерційного та військового призначення. | [ 11 ]    |
| 1981 | Кларенс Джонсон           | За його блискучу розробку широкого спектру швидкісних, комерційних, бойових і розвідувальних літаків, а також за інноваційні методи управління, які дозволили розробити ці літаки в рекордно короткі терміни з мінімальними витратами. | [ 12 ]    |
| 1982 | Девід С. Льюїс (молодший) | За багаторічний внесок у розвиток авіації та національної оборони, невтомні зусилля, спрямовані на створення досконалої авіаційної техніки. | [ 13 ]    |
| 1983 | Ніколас Гофф              | За багаторічний вагомий внесок у теорію і практику проектування авіаційних конструкцій як видатного вченого-інженера і педагога. | [ 14 ]    |
| 1984 | Томас Х. Девіс            | За видатні досягнення у розвитку авіакомпанії, унікальних авіаційних послуг загального призначення та методик підготовки кадрів, що здійснюються безперервно протягом понад 40 років. | [ 15 ]    |
| 1985 | Торнтон Вілсон            | За багаторічний внесок в успішний розвиток комерційної та військової авіації, а також за видатні лідерські та управлінські якості. | [ 16 ]    |
| 1986 | Ганс В. Ліпман            | За видатне лідерство в галузі наукових досліджень та освіти в галузі механіки рідини. Його вплив зробив значний внесок у розвиток покоління видатних лідерів у цій галузі. | [ 17 ]    |
| 1987 | Пол Б. Маккріді           | За поєднання високого польоту фантазії та приземленої інженерної майстерності, завдяки якому стала реальністю давня мрія про політ людини, а також за сучасну фантазію у відтворенні стародавнього птеродактиля — Нортропі Кецалькоатля. | [ 18 ]    |
| 1988 | Джехенгір Тата            | За значний внесок у розвиток авіації, новаторську роботу з розвитку комерційних авіаперевезень в Індії та Азії, а також за лідерство у становленні авіакомпанії «Ейр Індія» як основного міжнародного сполучного елемента між Азією та рештою світу. | [ 19 ]    |
| 1989 | Фред Е. Вейк              | За розробку капота НАСА та керованого триколісного шасі, що дозволило суттєво покращити практичну конструкцію та льотно-технічні характеристики літака. | [ 20 ]    |
| 1990 | Джо Саттер                | За видатні інженерні досягнення, керівництво та лідерство в інноваційному розвитку трьох поколінь комерційних реактивних літаків, зокрема 747, та внесок у підвищення безпеки польотів у повітряному та космічному просторі. | [ 21 ]    |
| 1991 | Ганс П. фон Охайн         | За піонерську розробку турбореактивного руху, що призвело до першого польоту реактивного літака у 1939 році, та життєві досягнення в галузі динаміки авіаційних двигунів. | [ 22 ]    |
| 1992 | Бернард Л. Кофф           | За незмінне лідерство в авіаційному газотурбобудуванні, здійснення багатьох інноваційних та технологічних проривів у матеріалознавстві та конструюванні. | [ 23 ]    |
| 1993 | Людвіг Бьольков           | За далекоглядне лідерство та інновації в проектуванні гвинтокрилів, легких літаків, ракет і космічних систем. | [ 24 ]    |
| 1994 | Гельмут Х. Корст          | За спадщину розробок в аеронавтиці, яких раніше не існувало; за наставництво цілого каскаду студентів і колег, присвячених мистецтву і науці механіки рідини, а також за все життя натхнення і лідерство для міжнародного інженерного співтовариства. | [ 25 ]    |
| 1995 | Роберт Сіменс             | За багаторічний технічний внесок і технічне лідерство в академічних колах, промисловості та уряді на посаді заступника адміністратора НАСА під час програми «Аполлон» та на кількох інших урядових посадах. | [ 26 ]    |
| 1996 | Вільям Р. Сірс            | За життєвий внесок в аеронавтику в промисловості та науці від аеродинаміки літаючого крила до винаходу адаптивної аеродинамічної труби. | [ 27 ]    |
| 1997 | Ейб Сільверстейн          | За технічний внесок і далекоглядне лідерство у розвитку технології літальних апаратів і двигунів, а також за далекоглядність у започаткуванні пілотованих космічних польотів «Меркурій» і «Джеміні». | [ 28 ]    |
| 1998 | Річард Карр               | За видатне лідерство та інноваційний внесок у створення передових авіаційних і космічних силових установок. | [ 29 ]    |
| 1999 | Френк Е. Мармур           | За значний фундаментальний теоретичний та експериментальний внесок у галузі внутрішньої аеродинаміки, горіння та рушійних сил, особливо в галузі газових турбін і ракет, а також за виховання цілих поколінь лідерів у промисловості та науці. | [ 30 ]    |
| 2000 | Вільям Гейвард Пікерінг   | За видатну кар'єру, яка започаткувала та сформувала дослідження нашої Сонячної системи, а також за видатний внесок у техніку та науку. | [ 31 ]    |
| 2001 | Річард Тревіс Віткомб     | За фундаментальний внесок в аеронавтику, в тому числі розробку правила площі, надкритичного крила та концепції Вінглета, які є основою сучасного аеродинамічного проектування. | [ 32 ]    |
| 2002 | Джон Г. Боргер            | За значний новаторський внесок у розвиток авіації та авіаційної промисловості від літаючих човнів до реактивних літаків. | [ 33 ]    |
| 2003 | Холт Ешлі                 | За піонерський внесок у дослідження, освіту та інженерію в галузі аеропружності, нестаціонарної аеродинаміки та проектування літальних апаратів. | [ 34 ]    |
| 2004 | Кортленд Перкінс          | За видатний внесок у розвиток повітроплавання в галузі досліджень і викладання у сфері стабільності та управління, а також видатне лідерство на національному та міжнародному рівнях. | [ 35 ]    |
| 2005 | Юджин Е. Коверт           | За зразкове керівництво викладацькою та науково-дослідницькою діяльністю в галузі авіації, розробку важливих сучасних методів аеродинамічних випробувань, визначний особистий внесок у державну службу. | [ 36 ]    |
| 2006 | Роберт Лоуві              | За піонерський внесок у дослідження аеропружності та нестаціонарної аеродинаміки гвинтокрила, який справив величезний вплив на техніку гвинтокрилих літальних апаратів, а також за внесок у розвиток освіти та громадської діяльності в галузі повітроплавання. | [ 37 ]    |
| 2007 | Олександр Г. Флакс        | За видатний внесок в аерокосмічну техніку в галузі аеропружності, нестаціонарної аеродинаміки та механіки польоту, а також за виняткове керівництво інженерними організаціями, у тому числі заслуги перед Міністерством оборони США. | [ 38 ]    |
| 2008 | Ерл Дауелл                | За піонерський внесок у нелінійну аеропружність, структурну динаміку та нестаціонарну аеродинаміку, який мав значний вплив на аеронавтику, а також за внесок у розвиток освіти та громадську діяльність в галузі авіаційно-космічної техніки. | [ 39 ]    |
| 2009 | Артур Е. Брайсон          | За фундаментальний внесок у дослідження реальних систем, створення та застосування практичних методів оптимального керування та оцінювання для літаків, гвинтокрилів та ракет. | [ 40 ]    |
| 2010 | Роберт Г. Лібек           | За видатні інженерні розробки, про що свідчить концепція та розробка крила Лібека та літака зі змішаним корпусом. | [ 41 ]    |
| 2011 | Берт Рутан                | За видатну кар'єру у створенні високоінноваційних та успішних космічних апаратів, починаючи від саморобних конструкцій і закінчуючи «Вояджером» та SpaceShipOne. |           |
| 2012 | Френк Д. Робінсон         | За розробку, проектування та виробництво сімейства безшумних, доступних, надійних та універсальних вертольотів. |           |
| 2013 | Авраам Карем              | За життя інноваційних конструкцій безпілотних літальних апаратів з фіксованим та поворотним крилом. |           |
| 2014 | Алан Мулаллі              | За лідерство у створенні, проектуванні, розробці та виробництві комерційних літаків на прикладі літака «Боїнг-777». |           |
| 2015 | Ентоні Джеймсон           | За винятковий внесок в алгоритмічні інновації та розробку обчислювальних гідродинамічних кодів, які зробили важливий внесок в авіабудування. | [ 42 ]    |
| 2016 | Вальтер Вінсенті          | За фундаментальні піонерські надзвукові дослідження в аеродинамічній трубі, освіту в галузі високотемпературної газодинаміки та винятковий внесок в історію техніки і технології. | [ 43 ]    |
| 2017 | Пол Бевілаква             | За розробку та демонстрацію багатоциклової силової установки та інших технологій, що забезпечують виробництво надзвукових винищувачів F-35 V/STOL Strike Fighter. | [ 43 ]    |
| 2018 | Ірвін Глассман            | На знак визнання його глибокого впливу на застосування науки про горіння та інженерії в дослідженнях пропульсивних систем та успішну розробку пропульсивних систем. | [ 43 ]    |
| 2019 | Шейла Відналл             | На знак визнання її видатного внеску в аеродинаміку через наукові дослідження, такі як виявлення нестійкості Віднолла, а також через освіту та державну службу, в тому числі на посаді Міністра ВПС США. | [ 43 ]    |
| 2020 | Озірес Сілва              | За лідерство у розробці, виробництві та просуванні комерційних літаків, заснування компанії Embraer S.A., а також за його важливу роль в уряді та академічних колах. | [ 44 ]    |
| 2021 | Алан Браун                | За інновації та технічне лідерство у розробці та виробництві F-117, першого винищувача-бомбардувальника класу «стелс». | [ 45 ]    |
| 2023 | Вейн Джонсон              | За значний внесок у розвиток аеронавтики вертикального польоту та створені на його основі обчислювальні коди, що дозволили спроектувати перший тентований літак, літак eVTOL та марсіанський гелікоптер. | [ 46 ]    |
| 2024 | Мічікацу Фудзіно          | За технічні інновації та лідерство в розробці, проектуванні та виведенні HondaJet на лідируючі позиції на ринку бізнес-джетів. | [ 47 ]    |
| 2025 | Стівен Цай                | За основоположний внесок у механіку композитів протягом видатної 60-річної кар’єри, результатом якої стала теорія ламінату та критерії відмови, які є основою сучасних аерокосмічних композитних структур. | [ 47 ]    |